# Кавагути, Ёсикацу
Ёсика́цу Кавагу́ти (яп. 川口 能活, род. 15 августа 1975, Фудзи, Сидзуока) — японский футболист, вратарь. Выступал за сборную Японии. Участник четырёх чемпионатов мира.
Свою профессиональную карьеру Кавагути начал в клубе «Йокогама Ф. Маринос», за который он отыграл 7 лет. Удачно проявив себя в составе сборной Японии на Кубке Азии и Кубке конфедераций, он получил предложение от английского «Портсмута», в который и перешёл в 2001 году. Не сумев закрепится в основном составе английского клуба, он перешёл в датский «Норшелланн», где также не смог стать основным вратарём. В 2005 году Кавагути вернулся в Японию, перейдя в клуб «Джубило Ивата». Далее защищал ворота клубов «Гифу» и «Сагамихара».
В национальной сборной Ёсикацу Кавагути выступал с 1997 по 2008 год. За это время он провёл в её составе 116 матчей, что является шестым показателем в истории японской сборной.

## Достижения
Командные
- Чемпион Японии (2): 1995, 2000
- Чемпион Азии (2): 2000, 2004

Личные
- Лучший молодой игрок Джей-лиги: 1995
- В символической сборной Джей-лиги: 2006
- Приз Fair-play Джей-лиги: 2008
- В символической сборной Кубка Азии: 2004
- В символической сборной Кубка конфедераций: 2001